# Cewice
Cewice (Zewitz fino al 1945) è un comune rurale polacco del distretto di Lębork, nel voivodato della Pomerania.
Ricopre una superficie di 187,86 km² e nel 2016 contava 7 531 abitanti.